# William Hall Yale
William Hall Yale (New Haven, 12 novembre 1831 – Saint Paul, 27 gennaio 1917) è stato un politico statunitense.
È stato un avvocato e vicegovernatore del Minnesota sotto il governatore Horace Austin.